# 多和駅

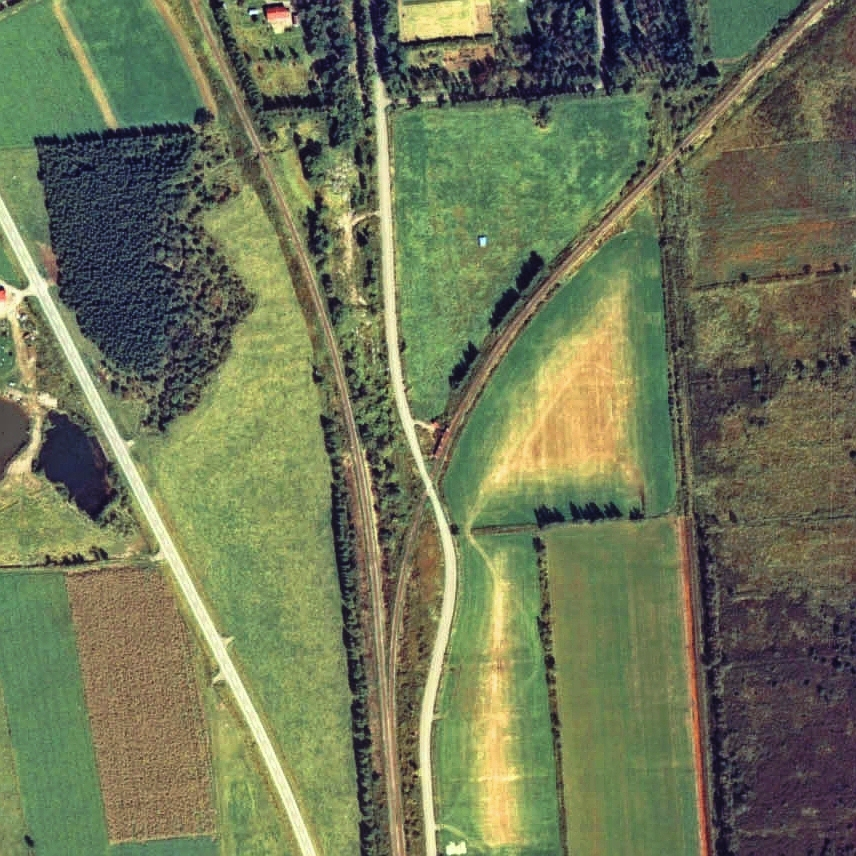
1977年の多和仮乗降場と周囲約500m範囲。上右が標津線中標津方向。上左が釧網本線網走方面。駅の標茶側に踏切。

多和駅（たわえき）は、北海道川上郡標茶町字多和にかつて設置されていた北海道旅客鉄道（JR北海道）標津線の駅（廃駅）である。

## 歴史
- 1961年（昭和36年）4月10日：日本国有鉄道（国鉄）標津線の多和仮乗降場（局設定）として、標茶駅 - 泉川駅間に開業[1]。
- 1987年（昭和62年）4月1日：国鉄分割民営化により、JR北海道に継承。同時に駅に昇格し、多和駅となる[1]。
- 1989年（平成元年）4月30日：標津線の全線廃止に伴い、廃駅となる[1]。

### 駅名の由来
地区名より。釧路川の東支流の名称でもある。名称由来についてアイヌ語研究者の山田秀三は丘陵線のたわんだところを指す和語「たわ」による、とした上で、「松浦図にそれらしい川名があるのでアイヌ語かもしれない」としている。
アイヌ語由来説については、一説には樺太アイヌのことばでキハダの実を採る木かぎを表すとされる「タパ（tapa）」が変化したものとされている。

## 駅構造
単式ホーム1面1線を有する無人駅（地上駅）で、元々は仮乗降場だったことから、木造木板張りの簡易型ホームが北西側（標茶方面に向かって右側）に、ホームへの階段手前に待合室が設けられていた。なお、この駅の近くには釧網本線が走っているものの、釧網本線側に当駅が設けられることはなかった。

## 駅周辺
多和の集落がある。
- 北海道道13号中標津標茶線
- 標茶町有バス「多和集会所」停留所
- 阿寒バス「多和」停留所

## 隣の駅
北海道旅客鉄道
標津線
標茶駅 - 多和駅 - 泉川駅